# Belén (Nuevo México)
Belén es una ciudad ubicada en el condado de Valencia en el estado estadounidense de Nuevo México. En el Censo de 2010 tenía una población de 7269 habitantes y una densidad poblacional de 337,49 personas por km².

## Geografía
Belén se encuentra ubicada en las coordenadas 34°39′33″N 106°45′47″O / 34.65917, -106.76306. Según la Oficina del Censo de los Estados Unidos, Belén tiene una superficie total de 21.54 km², de la cual 21.48 km² corresponden a tierra firme y 0.06 km² (0.28 %) es agua.

## Demografía
Según el censo de 2010, había 7269 personas residiendo en Belén. La densidad de población era de 337,49 hab./km². De los 7269 habitantes, Belén estaba compuesto por el 74.3 % blancos, el 1.43 % eran afroamericanos, el 2.56 % eran amerindios, el 0.44 % eran asiáticos, el 0.12 % eran isleños del Pacífico, el 16.3 % eran de otras razas y el 4.84 % pertenecían a dos o más razas. Del total de la población el 65.28 % eran hispanos o latinos de cualquier raza.